# Cântăreața străzii (pictură)
Cântăreața străzii este o pictură în ulei pe pânză din 1862 a pictorului francez Édouard Manet. 
Pictura a fost direct inspirată de o întâlnire petrecută într-o noapte între pcitor și o cântăreață de stradă - el a rugat-o imediat să pozeze pentru el, dar ea a refuzat și Manet a exclamat „Dacă nu vrea, o am Victorine!”, referindu-se la modelul său preferat, Victorine Meurent, care a pozat în cele din urmă pentru această lucrare. Aceasta prezintă o cântăreață de stradă care părăsește, noaptea, un cabaret în timp ce mânâncă cireșe. Acum este expusă în Museum of Fine Arts din Boston.